# Yunga (distrito)
O Distrito de Yunga é um dos 11 distritos da Província de General Sánchez Cerro, departamento Moquegua, Peru.

## Transporte
O distrito de Yunga é servido pela seguinte rodovia:
- MO-103, que liga o distrito de San Cristobal à cidade de Ichuña
- MO-105, que liga o distrito de Ubinas à cidade[1][2][3]